# Addio, Babilonia
Addio, Babilonia (Alas, Babylon) è un romanzo di fantascienza del 1959 di Pat Frank (pseudonimo di Harry Hart Frank). È stato uno dei primi romanzi apocalittici dell'era atomica ed è rimasto popolare per oltre mezzo secolo dopo la sua prima pubblicazione; gli è dedicata una voce nel libro di David Pringle Science Fiction: The 100 Best Novels. Il romanzo narra degli effetti di una guerra nucleare nella cittadina immaginaria di Fort Repose in Florida, ispirato alla vera Mount Dora in Florida. Il titolo del romanzo è ripreso dal libro dell'Apocalisse di Giovanni, 18:10: "Alas, alas, that great city Babylon, that mighty city! For in one hour is thy judgment come".